# Anthony Limbombe
Anthony Limbombe (Malinas, 15 de julio de 1994) es un futbolista belga que juega en la demarcación de extremo para el Hapoel Ironi Kiryat Shmona de la Liga Premier de Israel.

## Selección nacional
Tras jugar en la selección de fútbol sub-16 de Bélgica, la sub-17 y en la sub-19, finalmente el 27 de marzo de 2018 hizo su debut con la selección absoluta en un encuentro amistoso contra Arabia Saudita que finalizó con un resultado de 4-0 a favor del combinado belga tras los goles de Michy Batshuayi, Kevin De Bruyne y un doblete de Romelu Lukaku.

## Clubes
| Club                       | País         | Año       | Partidos | Goles |
| -------------------------- | ------------ | --------- | -------- | ----- |
| K. R. C. Genk              | Bélgica      | 2010-2014 | 86       | 5     |
| Lierse S. K.               | Bélgica      | 2014      | 7        | 2     |
| NEC Nimega                 | Países Bajos | 2014-2016 | 70       | 23    |
| Club Brujas                | Bélgica      | 2016-2018 | 67       | 7     |
| F. C. Nantes               | Francia      | 2018-2019 | 33       | 3     |
| Standard de Lieja (cedido) | Bélgica      | 2019      | 7        | 1     |
| F. C. Nantes               | Francia      | 2020-2022 | 5        | 1     |
| Almere City F. C.          | Países Bajos | 2022-2023 | 42       | 8     |
| S. K. Beveren              | Bélgica      | 2023-2025 | 52       | 11    |
| Hapoel Ironi Kiryat Shmona | Israel       | 2025-     |          |       |

## Palmarés

### Campeonatos nacionales
| Título                      | Club          | País         | Año  |
| --------------------------- | ------------- | ------------ | ---- |
| Primera División de Bélgica | K. R. C. Genk | Bélgica      | 2011 |
| Supercopa de Bélgica        | K. R. C. Genk | Bélgica      | 2011 |
| Eerste Divisie              | NEC Nimega    | Países Bajos | 2015 |